# Dębno (Trzebnica)
Pour les articles homonymes, voir Dębno.
Dębno est une localité polonaise de la gmina de Żmigród, située dans le powiat de Trzebnica en voïvodie de Basse-Silésie.